# Maisonneuve (magazine)
Pour les articles homonymes, voir Maisonneuve.
Maisonneuve est un magazine d'intérêt général de langue anglaise basé à Montréal, Québec, Canada. Il publie des histoires éclectiques d'envergure nationale et internationale sur les arts, la culture et la politique.

## Histoire
Créé en 2002 par Derek Webster, le magazine porte le nom de Paul de Chomedey de Maisonneuve, le fondateur de Montréal. Il définit son mandat comme étant de « dissoudre les frontières artistiques entre les régions, les pays, les langues et les genres ».
Le magazine a remporté de nombreux prix pour ses écrits, ses couvertures, ses illustrations et son photojournalisme. Il a été nommé
- Magazine de l'année en 2005[3], 2012[4] et 2016[5] (Prix du magazine canadien (en)) ;
- Petit magazine de l'année en 2006 (Editors' Choice Awards) ;
- Magazine en kiosque de l'année (Canadian Newsstand Awards) en 2007 ;

parmi de nombreux autres prix pour des reportages individuels.